# Schweizerische Gesellschaft für Geschichte der Medizin und der Naturwissenschaften
Die Schweizerische Gesellschaft für Geschichte der Medizin und der Naturwissenschaften (SGGMN) ist der nationale Fachverband der Schweiz zur Förderung der Medizingeschichte und der Geschichte der Naturwissenschaften.
Die Gesellschaft wurde 1921 gegründet, noch vor der Schaffung erster Lehrstühle für die Wissenschaftsgeschichte in der Schweiz. Sie hat ihren Sitz in Bern. Henry E. Sigerist, ihr erster Sekretär, hielt als Mission der Vereinigung fest, „die historisch interessierten Ärzte und Naturforscher der Schweiz zu vereinigen“. Aktuell sieht sich die Gesellschaft als die Fachvereinigung der professionellen Medizin- und Wissenschaftshistoriker in der Schweiz mit dem Ziel, „die Medizin- und Wissenschaftsgeschichte in der Schweiz zu fördern“; sie möchte dazu „eine Plattform für den wissenschaftlichen Austausch [bilden], veranstaltet Tagungen und betreibt Nachwuchsförderung“.
Ab 1922 wurde beginnend mit Conrad Brunners Abhandlung Über Medizin und Krankenpflege im Mittelalter in schweizerischen Landen die bis 1990 fortgeführte Buchreihe Veröffentlichungen der Schweizerischen Gesellschaft für Geschichte der Medizin und der Naturwissenschaften aufgelegt und bei Orell Füssli verlegt. Ihr wissenschaftliches Organ ist die 1943 gegründete Fachzeitschrift Gesnerus, die von der Dr.-Markus-Guggenheim-Schnurr-Stiftung für Geschichte der Medizin und der Naturwissenschaften gefördert wird. Zur Nachwuchsförderung wird jährlich der Henry-E.-Sigerist-Preis für Nachwuchsförderung in der Geschichte der Medizin und der Naturwissenschaften ausgelobt.